# Gigantocamelus
Gigantocamelus es un género extinto de mamíferos artiodáctilos de la familia Camelidae que vivió durante el período comprendido entre el Plioceno y el Pleistoceno tardío en Norteamérica, desde hace 4.9 millones hasta 300,000 años, existiendo por aproximadamente 4.68 millones de años.

## Taxonomía
Gigantocamelus fue nombrada por Barbour y Schultz (1939), siendo su especie tipo Gigantocamelus fricki. Posteriormente fue considerada un sinónimo de Titanotylopus por  Webb (1965) y Kurten y Anderson (1980). Fue asignada a la familia Camelidae por Barbour y Schultz (1939), Harrison (1985), Dalquest (1992) y Honey et al. (1998).

## Distribución fósil
Se han encontrado fósiles de Gigantocamelus en Texas, Nebraska, el oeste de Oregón y la Sierra Nevada, en Nevada, California.